# Calendário litúrgico
Calendário litúrgico é o calendário de cerimônias, festas e solenidades de qualquer religião.

## Na Igreja Católica
O Calendário litúrgico da Igreja Católica Apostólica Romana foi feito para cobrir todo o ano litúrgico cristão, abordando várias passagens bíblicas consoante o período em causa, considerando as duas principais celebrações cristãs: o Natal e a Páscoa. Divide-se em três anos: A, B e C.
Foi concebido para a Igreja celebrar o Mistério de Cristo (particularmente o seu Mistério pascal) como Corpo de Cristo as principais etapas da vida de Jesus e refletir sobre sua missão e mensagem.
Para cada período do ano é intensificado uma cor diferente, que identifica de maneira direta o período em que estiver sendo vivenciado no calendário. São elas: Branco (ou Dourado), Verde, Roxo, Vermelho e Rosa. Outras cores como Preto e Azul substituem algumas cores ao longo do ano.

### Os períodos
O calendário é dividido nos seguintes períodos:
- Advento
- Natal
- Quaresma
- Páscoa
- Tempo Comum.

Cada ano litúrgico encerra-se no Domingo da Solenidade de Jesus Rei do Universo, isto é, o Domingo que antecede ao Primeiro Domingo do Advento. Tem seu início com o Advento.

### Os Domingos especiais
São datas significativas na história de Jesus e do Cristianismo:
- Epifania
- Batismo de Jesus
- Transfiguração do Senhor
- Domingo de Ramos
- Páscoa
- Ascensão de Jesus
- Pentecostes
- Santíssima Trindade
- Cristo Rei.

### Festas de guarda que podem não ser no domingo
Baseando-se no terceiro mandamento da Lei de Deus, a Igreja Católica estipula que todos os católicos são obrigados a participar da Santa Missa em todos os domingos e festas de guarda. Por isso, esta obrigação está também presente no 1º dos Cinco Mandamentos da Igreja Católica. A maior parte das festas de guarda caem num domingo (ex: Domingo de Ramos, Pentecostes, domingo de Páscoa, Santíssima Trindade, etc.), que já é o dia semanal obrigatório de preceito ou guarda. Então, as festas de guarda que podem não ser no domingo são apenas dez:
- 1 de Janeiro - Solenidade de Santa Maria, Mãe de Deus;
- 6 de Janeiro (ou domingo seguinte) - Epifania do Senhor
- 19 de Março - Solenidade de São José
- Ascensão de Jesus (data variável - quinta-feira da 6ª semana de Páscoa, ou domingo seguinte).
- Corpus Christi, ou Solenidade do Santíssimo Sacramento do Corpo e do Sangue de Cristo (data variável - apenas na quinta-feira após o domingo da Santíssima Trindade)
- 29 de Junho (ou domingo seguinte)  - Solenidade dos Apóstolos São Pedro e São Paulo.
- 15 de Agosto (ou domingo seguinte) - Assunção de Maria
- 1 de Novembro (ou domingo seguinte) - Dia de Todos os Santos
- 8 de Dezembro - Imaculada Conceição de Maria
- 25 de Dezembro - Natal do Senhor

Porém, nem todos os países e dioceses festejam e guardam todos estes dez dias de preceito, porque, "com a prévia aprovação da Sé Apostólica, [...] a Conferência Episcopal pode suprimir algumas das festas de preceito ou transferi-los para um domingo".

### Breve explicação dos períodos e domingos especiais
- Advento

Período: Inicia quatro domingos antes do Natal e encerra-se na véspera do dia de Natal.
Significado: Celebra-se a esperança da Salvação e a espera pelo nascimento do Salvador.
Cores: roxa e rosa.
Símbolos Velas; Luz.
- Natal

Período: Inicia-se no Dia de Natal e vai até o domingo do Batismo de Jesus.
Significado Celebra-se o nascimento de Jesus, o Salvador. No dia de Natal utiliza-se a cor dourada, nos demais dias branco.
Cores: branco (que pode ser tocada pelo Dourado).
Símbolos: Manjedoura; Pastores Estrela.
- Epifania

Período: Dia seis de janeiro.
Significado: A palavra significa “manifestação”. Rememora-se a jornada do reis sábios até encontrar o menino Jesus.
Cores: Branco.
Símbolo: Estrela guia.
- Batismo de Jesus

Período: Último domingo do período de Natal.
Significado: Celebra-se o Batismo de Jesus por João Batista, quando o Espírito de Deus desceu como pomba sobre Jesus.
Cores: Branco.
Símbolo: Pomba.
- Tempo Comum

1º período: Domingo do Batismo ao domingo da Transfiguração do Senhor.
2º período:  Domingo da Trindade ao domingo de Jesus Cristo Rei do Universo.
Significado: Tempo de reflexão e amadurecimento da fé.
Cor: Verde.
Símbolo Árvore.
- Transfiguração do Senhor

Período: Último domingo do 1° período de Tempo Comum.
Significado: Celebra-se a transfiguração de Jesus e a manifestação de Deus na nuvem afirmando que Jesus é Seu Filho Amado.
Cor: Branco.
Símbolo: Nuvem em resplendor.
- Quaresma

Período: Inicia-se 40 dias antes da Páscoa.
Significado: Celebra-se os dias de Jesus na terra, sua vida e mensagem.
Cor: Roxa e Rosa.
Símbolos: Peixe e Pão, Sandálias.
- Ramos

Período: Último domingo do período da Quaresma.
Significado Celebra-se a entrada de Jesus em Jerusalém, quando o povo estendeu mantos e acenava com ramos.
Cor: Vermelho.
Símbolo: Ramos.
- Paixão de Cristo

Período: Sexta-feira que antecede a Páscoa.
Significado: Rememora-se o caminho do Calvário, toda dor, angustia, sofrimento e solidão de Jesus sobre a cruz.
Cor: Vermelho.
Símbolo: Crucifixo.
- Páscoa

Período: Domingo de Páscoa ao domingo da Ascensão.
Significado: Celebra-se a ressurreição de Jesus e o Êxodo. No dom. de Páscoa utiliza-se a cor dourada nos demais branco.
Cor: branco(que pode ser tocada pelo Dourado).
Símbolos: Cruz vazia; Cordeiro.
- Ascensão

Período: Último domingo do período da Páscoa.
Significado: Celebra-se a subida de Jesus Cristo ao céu após dar as últimas instruções aos discípulos.
Cor: Branco.
Símbolo Jesus sobre as nuvens.
- Pentecostes

Período: Domingo seguinte ao domingo da Ascensão.
Significado: Celebra-se a descida do Espírito Santo relatada no livro de Atos capítulo dois.
Cor: Vermelho.
Símbolos: Chama; Pomba; Sarça ardente.
- Trindade

Período: Domingo seguinte ao domingo de Pentecoste.
Significado: Celebra-se a Trindade em sua essência: Deus Pai, Filho e Espírito Santo.
Cor: Branco.
Símbolos: Círculo da Trindade; Trevo de três folhas.
- Cristo, o Rei do Universo

Período: Último domingo do ano litúrgico.
Significado: Celebra-se o Senhorio de Jesus como Rei de nossas vidas e de toda a criação para todo a eternidade.
Cor: Branca (que pode ser tocada pelo Dourado).
Símbolo: Coroa.